# Andrew Roborecky
Andrew Roborecky (Andrij Roborecki, ur. 12 grudnia 1910 w Mostach Wielkich, zm. 24 października 1982 w Toronto) – kanadyjski biskup greckokatolicki, tytularny biskup Tanais.
W 1913 wyjechał z rodzicami do Kanady. Studia teologiczne ukończył w 1934 w Toronto. Od 1948 biskup pomocniczy biskupa Wasyla Ładyki w Winnipeg, od 1951 egzarcha Saskatoon, od 1956 biskup eparchii Saskatoon.  

## Literatura
- Енциклопедія українознавства, Lwów 1993, tom 7, s. 2543